# Christoph Pöstinger
 (novembre 2021).
Si vous disposez d'ouvrages ou d'articles de référence ou si vous connaissez des sites web de qualité traitant du thème abordé ici, merci de compléter l'article en donnant les références utiles à sa vérifiabilité et en les liant à la section « Notes et références ».
Christoph Pöstinger (né le 7 avril 1972) est un ancien athlète autrichien, spécialiste du sprint.
Il détient toujours en mai 2024 les records autrichiens du 200 mètres (en 20 s 45 à Ebensee en 1996) et du relais 4 × 100 mètres à Lucerne. Ila détenu jusu'en 2010 celui du 400 mètres (en 45 s 80 à Byrkjelo en 1997) 
Aux Jeux olympiques de 1992, à seulement 21 ans, il est quart-finaliste du 200 mètres et finaliste (7ème) par équipes sur le relais 4 x 100 mètres, après avoir été 4e lors des Championnats d'Europe juniors de 1991.